# Leptictidium
Leptictidium ist eine ausgestorbene Gattung von Säugetieren aus der fossilen Ordnung der Leptictida. Die Vertreter der Gattung lebten im Eozän vor 55 bis 35 Millionen Jahren in Europa. Fossilien wurden unter anderem in der Grube Messel nahe Darmstadt und im Süden Frankreichs gefunden. Die mittelgroßen Tiere besaßen lange und schlanke Hinter- und sehr kurze Vorderbeine und einen charakteristisch langen Schwanz. Es waren Rekonstruktionen zufolge spurtstarke Jäger, die im dichten Unterholz der damaligen subtropischen Wälder auf Nahrungssuche gingen. Die Nahrung bestand vor allem aus Insekten, Echsen und kleinen Säugetieren, was anhand von Magenresten ermittelt werden konnte. Dabei bewegten sich Leptictidium-Individuen mit ihren muskulösen Hinterbeinen, deren Füße zudem deutlich verlängert waren, springend fort, aufgrund derer sie als stark spezialisierte Jäger gelten. Stammesgeschichtlich besteht eine vermutete nähere Verwandtschaft zu den heutigen Insektenfressern.

## Beschreibung

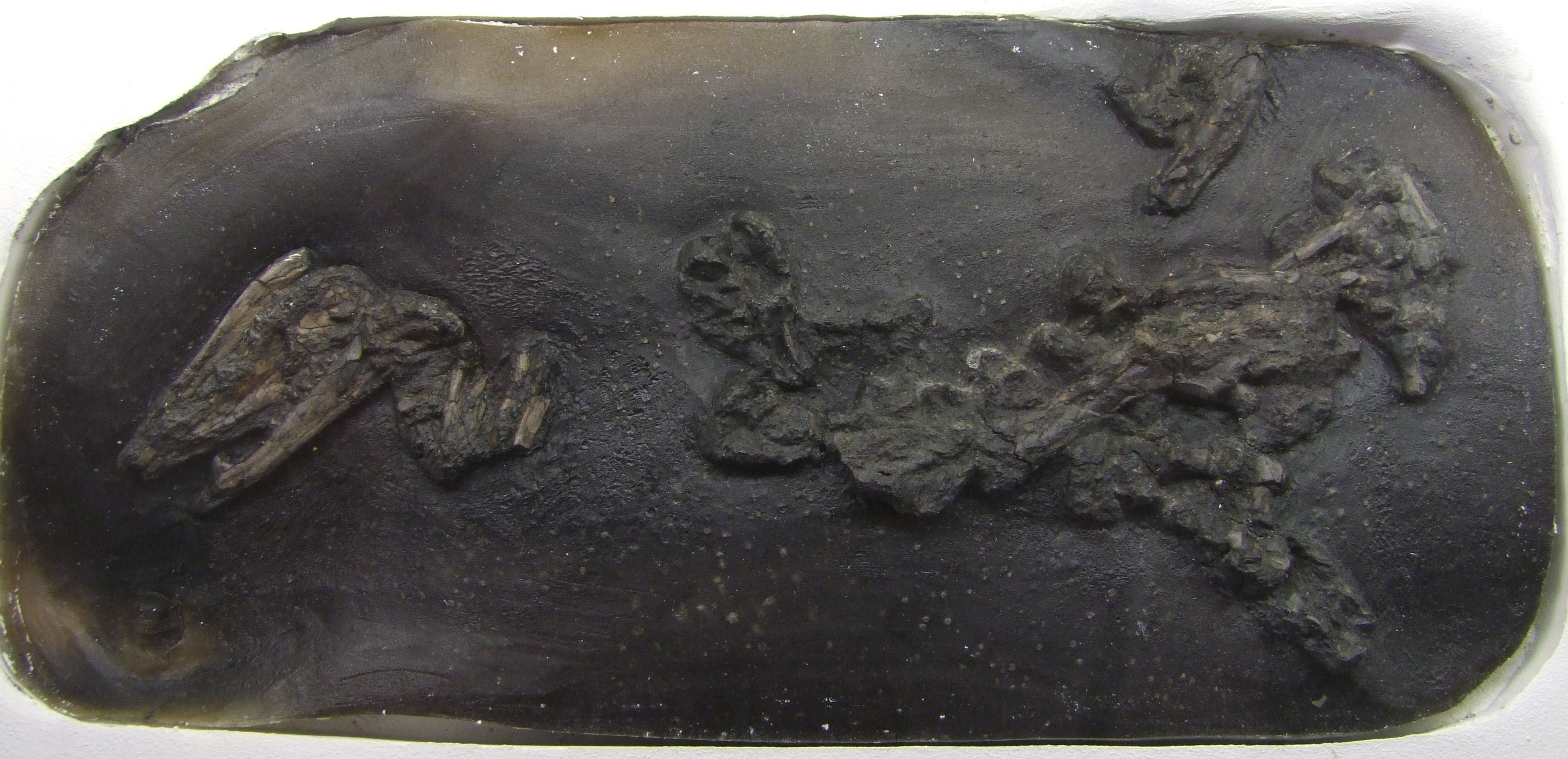
Skelett von Leptictidium aus dem Geiseltal

Angehörige der Gattung Leptictidium waren relativ große Vertreter früher, insektenfresserartiger Säugetiere, die über zahlreiche Fossilreste nachgewiesen sind. Anhand vollständiger Skelettreste konnte eine Kopf-Rumpf-Länge von 21,5 bis 37,5 cm ermittelt werden, das geschätzte Körpergewicht liegt bei 466 und 627 g. Der auffällig lange Schwanz konnte rund 60 % der Gesamtlänge erreichen und maß zwischen 37,5 und 50 cm. Weitere besondere Kennzeichen fanden sich in den deutlich kurzen vorderen und sehr langen hinteren Gliedmaßen. Zudem wies der Rückenverlauf eine stark nach oben gerichtete Krümmung auf. Dadurch befand sich der Körperschwerpunkt etwa auf der Höhe der Hinterextremitäten.
Der Schädel maß zwischen 6,7 bei kleineren und 10,1 cm bei größeren Formen. Ein auffälliges Merkmal stellte das lange, sich nach vorne deutlich verjüngende Rostrum dar, das bis zu 58 % der Gesamtschädellänge erreichte. Dadurch war der Gehirnschädel relativ kurz, was allgemein als urtümlich gilt. Die Orbita lag oberhalb des dritten Molaren und befand sich daher etwas weiter hinten als bei nordamerikanischen Leptictida-Vertretern. Das Schädeldach war im Gegensatz zu diesen deutlich gerundet und besaß keinen Scheitelkamm. Der Unterkiefer besaß eine lange und schlanke Gestalt und erreichte am Kieferknochen maximal 2,9 cm Höhe, wobei diese unterhalb des zweiten Molaren nur knapp 1 cm betrug.
Das Gebiss umfasste die vollständige Anzahl an Zähnen der frühen Höheren Säugetiere und wies damit folgende Zahnformel auf: {\displaystyle {\frac {3.1.4.3}{3.1.4.3}}}. Die Zähne insgesamt waren eher klein im Vergleich zur Größe der Tiere. Die Schneidezähne hatten eine Spatelform und standen im Oberkiefer nicht in einer geschlossenen Reihe. Nach jeweils einem längeren Diastema folgte der Eckzahn, der im Oberkiefer konisch-spitz (caniniform) war, im Unterkiefer dagegen den Schneidezähnen glich. Ebenfalls eine große Zahnlücke trennte die jeweils ersten Prämolaren von den Eckzähnen, welcher im unteren Gebiss caniniform ausgebildet war. Der obere trug dagegen einen spitzen Zahnschmelzhöcker. Die übrigen Prämolaren, die in einem geringen Abstand zueinander standen, wiesen jeweils zwei oder mehr spitze Höcker auf, allerdings näherte sich der letzte Prämolar der Gestalt der hinteren Backenzähne. Erst die Molaren formten eine lückenlose Zahnreihe im hinteren Gebiss. Die Kauoberfläche war durch fünf spitze Höcker gekennzeichnet. Typischerweise bildeten drei Höcker eine geschlossene, dreieckige Einheit (Trigon) und waren durch eine tiefe Furche von den restlichen zwei getrennt (Talon). Dieser, tribosphenisch genannte Aufbau der hinteren Backenzähne ist als sehr urtümlich zu betrachten und zeigt die Abstammung Leptictidiums von mesozoischen frühen Eutheria an. Bemerkenswerterweise waren die Höcker der Unterkiefermolaren deutlich höher als die der Molaren des Oberkiefers. Die Größe der Backenzähne variierte von 3,1 bis 4,9 mm.
Das postcraniale Skelett ist durch mehrere Skelettfunde bekannt. Der Rücken war deutlich aufgewölbt, der hintere Abschnitt der Rumpfwirbelsäule umfasste 6 bis 7 Lenden- und 1 Kreuzbeinwirbel; letzteres ist ungewöhnlich für Säugetiere. Die Lendenwirbel zeichneten sich durch recht lange Dornfortsätze für eine kräftige Rückenmuskulatur aus. Bemerkenswert ist die Schwanzwirbelsäule, die teils mehr als doppelt so lang wie die restliche Wirbelsäule war und aus 43 bis 44 Einzelwirbeln bestand. Dies ist untypisch für einen Großteil der heute lebenden Säugetiere, deren Anzahl an Schwanzwirbeln nur selten 30 überschreitet (Ausnahmen bilden hier das Langschwanzschuppentier und der Kleine Langschwanz-Kleintenrek). Die auffälligsten Merkmale traten jedoch an den Gliedmaßen auf. So erwiesen sich die Vorderbeine als extrem kurz und besaßen einen bis zu 4,6 cm langen Oberarmknochen, während die Elle eine Länge von 5,1 cm erreichte. Markant länger waren dagegen die Hinterbeine ausgebildet, deren Oberschenkelknochen maximal 8,6, das Schienbein bis zu 9,2 cm maß. Somit betrug die Länge der Vorderbeine nur etwas mehr als die Hälfte der Hinterbeine, was deutlich ausgeprägter ist als beim rezenten Rüsselhündchen, dem Leptictidium-Vertreter morphologisch ähneln, ohne mit ihm näher verwandt zu sein. Niedrigere Werte erreichen nur heutige Kängurus. Dadurch wiesen die einzelnen Abschnitte der Vorderbeine (Oberarm, Unterarm Hand) zwischen 13 und 21 % der Länge der Rumpfwirbelsäule auf, die der Hinterbeine (Oberschenkel, Unterschenkel, Fuß) dagegen 34 bis 52 %. An den Hinterbeinen war ein mit 10 cm sehr langer und schlanker Fuß ausgebildet, der fünf Strahlen besaß, von denen die mittleren drei (II bis IV) deutlich verlängerte Knochen erkennen ließen. Einen analogen Aufbau wies auch die Hand auf, wobei diese deutlich kürzer war. Sowohl die Hand als auch der Fuß besaßen jeweils lange und spitz endende Endphalangen.

## Fossilfunde

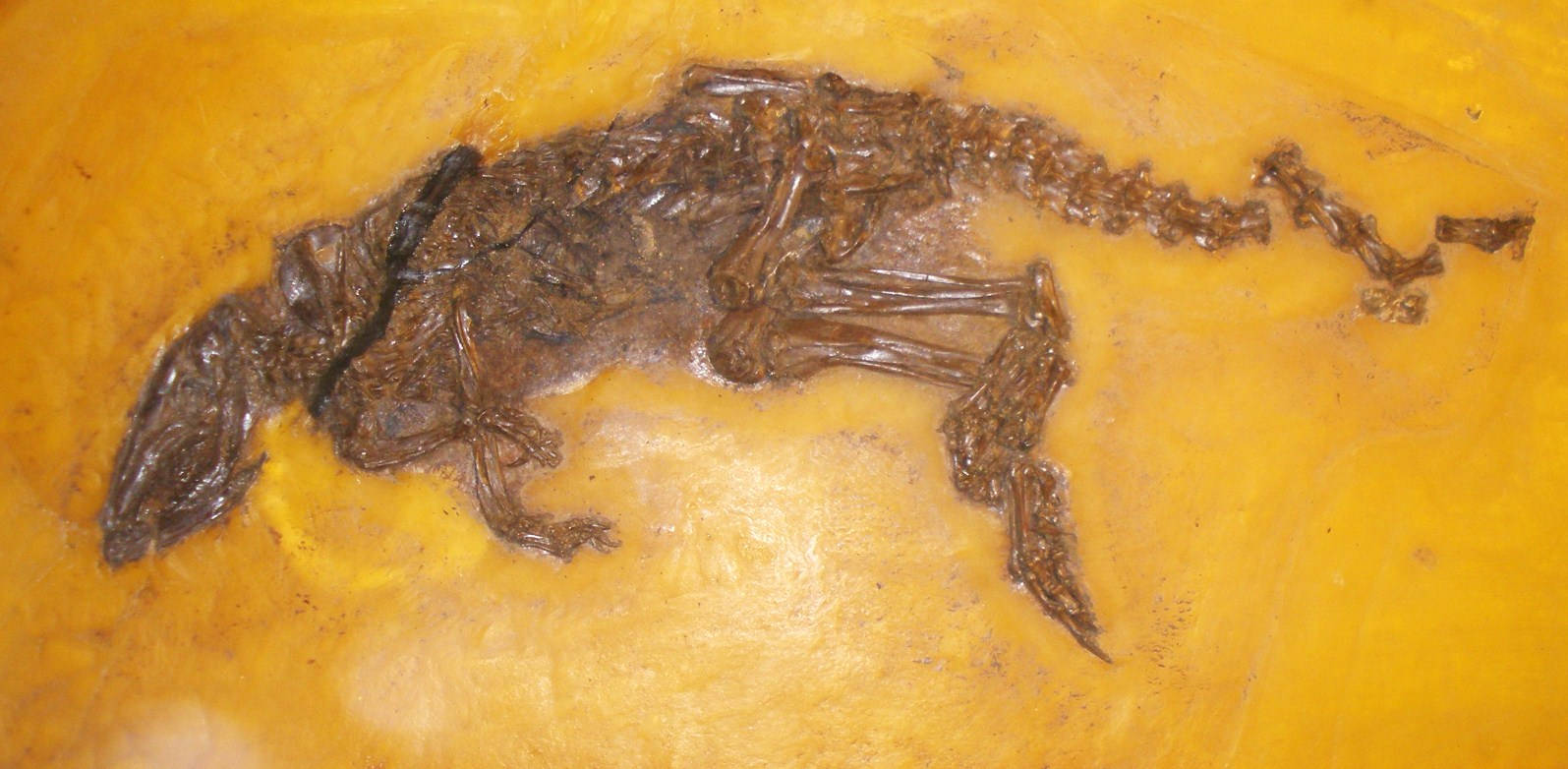
Skelett von Leptictidium aus der Grube Messel

Funde der Gattung Leptictidium beschränken sich auf das heutige Europa und datieren in das Eozän vor 55 bis 35 Millionen Jahren. Bedeutende Fossilreste stammen aus der Grube Messel bei Darmstadt in Hessen, wo nahezu 20 vollständige Skelette vorkommen, die alle in seitlicher Lage fossilisiert sind. Daneben sind aber auch Teilskelette und zusätzlich einzelne Knochenfragmente und Zähne bekannt. Insgesamt können hier drei Arten unterschieden werden, die alle zum Beginn des Mittleren Eozän vor rund 47 Millionen Jahren lebten. Etwa gleich alt sind die Funde eines Teilskelettes und eines Unterkiefers aus der unteren Mittelkohle des Geiseltales bei Halle in Sachsen-Anhalt. Zu den jüngsten Funden gehören Zahnreste aus Baby in der Dordogne und den Phosphoritbänken von Quercy, beide Frankreich, die rund 35 Millionen Jahre alt sind. Deutlich älter mit knapp 55 Millionen Jahren sind ebenfalls isolierte Zähne aus der Blackheath-Formation im östlichen Stadtgebiet von London.

## Paläobiologie

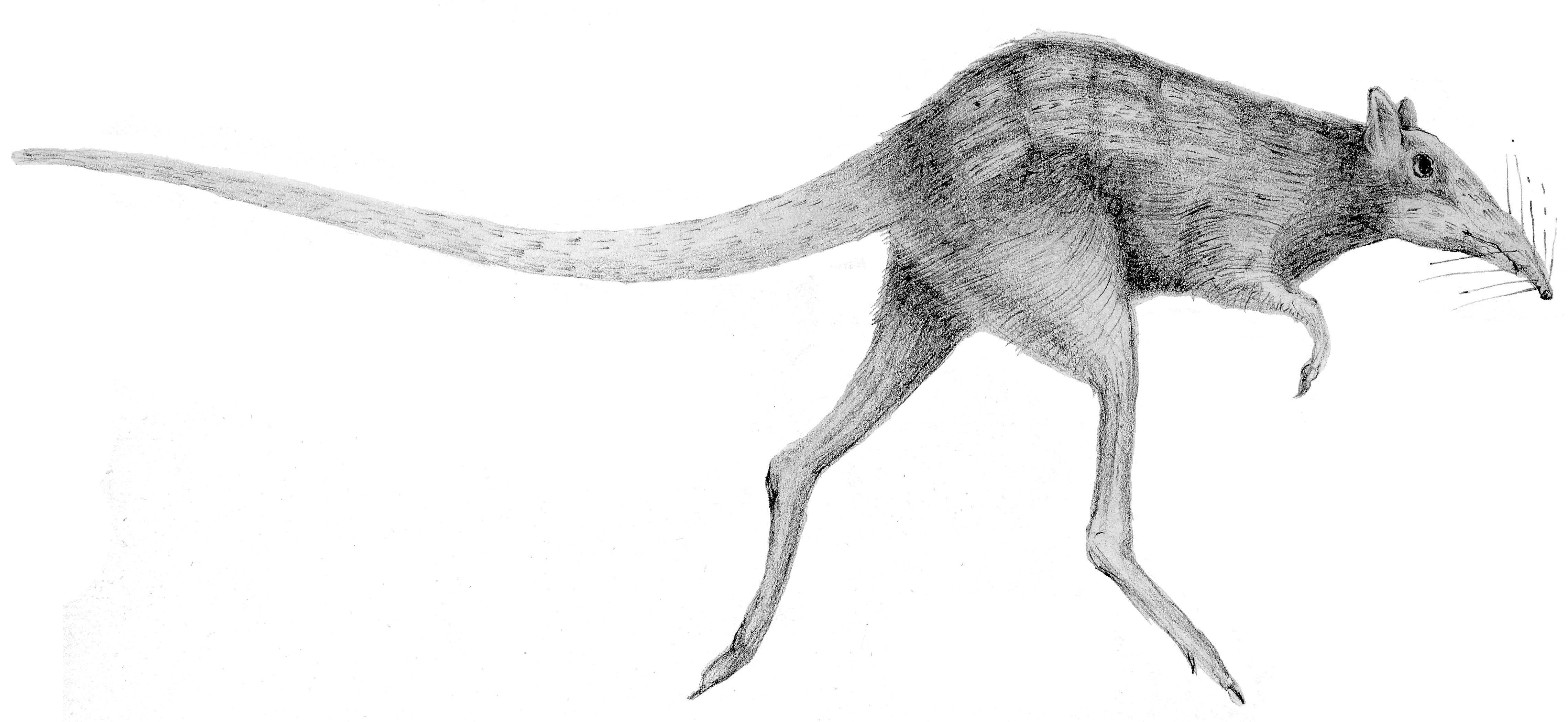
Lebendrekonstruktion von Leptictidium

Die Gattung Leptictidium zeichnet sich durch einen schlanken Unterkiefer aus, die Zähne sind im Vergleich zur Gesamtgröße der Tiere außerordentlich klein. Markant erscheinen auch die Kauoberflächen der Molaren mit den spitz ausgeprägten Zahnschmelzhöckern, welche eine Spezialisierung auf tierische Kost anzeigen, die eher zerquetscht als zerkaut wurde. Die Lage des caniniformen ersten unteren Prämolaren hinter dem oberen Eckzahn (bei geschlossenem Gebiss) gibt weiterhin an, dass bei Leptictidium-Arten kein echtes Raubtiergebiss ausgebildet war (bei diesen liegt der untere Eckzahn vor dem oberen). Da auch der Gesichtsschädel nur wenig deutliche Muskelansatzstellen aufweist, dürfte die Kaumuskulatur nur gering entwickelt gewesen sein, was die Größe der Beutetiere begrenzte. Insgesamt ergibt sich dadurch der Eindruck eines auf tierische Beute spezialisierten Lebewesens, das in Grundzügen heutigen Insektenfressern ähnelt. In der Grube Messel wurden bei einigen Individuen Nahrungsreste in der Magen-Darm-Gegend gefunden. Diese umfassen zahlreiche zersplitterte Röhrenknochen und Wirbel, die auf kleinere Reptilien wie Eidechsen, aber auch Mäuse oder Insektenfresser hindeuten. Weiterhin sind auch Chitinreste als Überbleibsel der Insektennahrung nachgewiesen. Dabei wird angenommen, dass die Größe der Beutetiere 10 bis 15 cm nicht überschritt. Da die ermittelten Beutetiere meist flinke Tiere waren, lässt sich eine schnelle Spurtjagd annehmen. Aufgrund der Struktur der kleinen Vordergliedmaßen ist ein Ausgraben der Beute aus deren Wohnhöhlen als unwahrscheinlich zu betrachten. Ob Leptictidium-Individuen tagsüber oder nachts jagten, ist unbekannt, allerdings spielte der Sehsinn aufgrund der Größe der Orbita höchstwahrscheinlich eine bedeutende Rolle. Die rüsselartige Nase diente dabei wahrscheinlich als Tastorgan. Neben tierischen Resten kamen weiterhin auch pflanzliches Material in den Mageninhalten zum Vorschein, ebenso wie Sand, der wohl bei der Aufnahme der Nahrung vom Boden aktiv oder passiv mit verschluckt wurde.
Der markante Körperbau mit den sehr kurzen Vorder- und langen Hintergliedmaßen ließ früh über die Fortbewegung von Leptictidium nachdenken. Vor allem die gegenüber den oberen deutlich längeren unteren Abschnitte der Beine, besonders deutlich an den hinteren Gliedmaßen erkennbar, weisen auf eine Abstammung von schnellläufigen (cursorialen) Tieren hin. Anfänglich wurde dabei eine schnelle, zweibeinige (bipede) und laufende Fortbewegung angenommen. Neuere Untersuchungen ergaben jedoch ein anderes Bild. Hier zeigt vor allem die schlanke Ausbildung des Fußes mit den drei stark verlängerten Mittelzehen, die nicht abspreizbar waren, Ähnlichkeiten zu dem heutiger Kängurus. Auch die hohe Beweglichkeit der Lendenwirbelsäule, das kurze Kreuzbein und das stabartig geformte Becken verweisen auf eine, den Kängurus entsprechende, hüpfende Fortbewegung, wobei die niedrige Lage der Gelenkansätze für die Halswirbelsäule am hinteren Schädel eine eher halb aufrechte Körperhaltung befürwortet. In Verbindung mit dem wuchtigen Oberschenkelknochen kann so auf eine kräftige Beinmuskulatur geschlossen werden. Dadurch erscheinen die Vertreter von Lepticidium als schnelle und wendige, aber nicht sehr ausdauernde Hüpfer. Der lange Schwanz, der zum Ende hin sehr schmale wurde und daher nicht als Greiforgan ausgebildet war, sorgte dabei einerseits für Balance, andererseits vermochte er durch einzelne Bewegungen auch die Laufrichtung zu steuern. Da aber die Aufhängung des Beckens an nur einem Wirbel und die nicht fest verwachsenen Unterschenkelknochen, die aber durch Bänder eng miteinander verbunden waren, untypisch für saltatorische Säugetiere sind, kann auch eine einfache laufende Fortbewegung nicht ausgeschlossen werden. Angenommen wird daher, dass Leptictidium-Individuen bei niedrigeren Geschwindigkeiten auf allen vieren liefen. Neben der Anatomie der Gliedmaßen kann auch aufgrund der Ausbildung der Bogengänge im Innenohr auf die Agilität von Leptictidium geschlossen werden. Demnach sind die Bogengänge sehr weit gestaltet, was in der Regel mit flinken Fortbewegungen einhergeht, und erreichen vergleichbare Ausmaße wie bei den Rüsselspringern und einigen Vertretern der Springmäuse. Leptictidium kann daher als in seiner Fortbewegung hoch spezialisiert angesehen werden. Im Vergleich dazu besaßen einige verwandte Formen aus Nordamerika wie Leptictis oder Palaeoictops weniger ausladende Bogengänge und waren daher womöglich eher Bewegungsgeneralisten. Der überwiegende Lebensraum von Leptictidium war der Boden der damaligen tropischen bis subtropischen Wälder.

## Systematik
Leptictidium ist eine heute ausgestorbene Gattung aus der ebenfalls erloschenen Familie der Pseudorhyncocyonidae, die zur Ordnung der Leptictida gehört. Diese sind durch relativ urtümliche Merkmale charakterisiert und stehen in einer näheren Verwandtschaft mit den heutigen Insektenfressern (Eulipotyphla). Die nächsten Verwandten der Pseudorhyncocyonidae stellen die Leptictidae dar, welche unter anderem aus Nordamerika nachgewiesen und dort durch Gattungen wie Leptictis und Megaleptictis vertreten sind. Die Leptictidae unterscheiden sich von den Pseudorhyncocyonidae durch verhältnismäßig etwas längere Vorderbeine und verwachsene Unterschenkelknochen; zudem sind sie durchweg kleiner als die europäischen Vertreter. Die Familie der Pseudorhyncocyonidae wird aufgrund zahnmorphologischer Details der hinteren Backenzähne in zwei Kladen aufgeteilt. Dabei ist Leptictidium näher mit Diaphyodectes verwandt. Dieser stellt den phylogenetischen Vorfahren der Gattung Leptictidium dar und ist bereits aus dem Mittleren Paläozän vor rund 60 Millionen Jahren  nachgewiesen, unter anderem mit mehr als einem Dutzend Gebissresten aus Walbeck in Sachsen-Anhalt.
Es sind acht Arten innerhalb der Gattung Leptictidium gültig beschrieben worden:
- L. auderiense Tobien, 1962
- L. ginsburgi Mathis, 1989
- L. listeri Hooker, 2013
- L. nasutum Storch & Lister, 1985
- L. prouti Hooker, 2013
- L. sigei Mathis, 1989
- L. storchi Hooker, 2013
- L. tobieni von Koenigswald & Storch, 1987

Dabei stellt L. prouti die älteste Art aus dem Unteren Eozän, L. storchi, L. sigei und L. ginsburgi die jüngsten aus dem beginnenden Obereozän dar. Die anderen Arten sind weitgehend im Mitteleozän verbreitet. Die Validität der drei aus der Grube Messel belegten Arten (L. auderiense, L. nasutum und L. tobieni) wird teilweise in Frage gestellt und als eine Form (L. auderiense) betrachtet, sie lassen sich aber anderen Forschern zufolge anhand der Ausmaße und der Zahnstruktur eindeutig voneinander abtrennen.
Die Erstbeschreibung von Leptictidium erfolgte 1962 durch Heinz Tobien anhand von Funden aus der Grube Messel. Grundlage dafür bildeten einige ältere Unterkieferreste und ein schlecht erhaltenes Skelett aus dem Jahr 1961. Der Holotyp (Exemplarnummer HLMD Me 4420) umfasst einen Schädel mit den beiden erhaltenen Unterkieferästen und weitgehend vollständiger Bezahnung. Die Funde befinden sich heute im Hessischen Landesmuseum in Darmstadt. Der Gattungsname Leptictidium bezieht sich auf die ähnliche Zahnmorphologie zu den nordamerikanischen Leptictiden als nächstverwandter Gruppe.